# Matt Todd
Matthew Brendon “Matt” Todd (Christchurch, 24 marzo 1988) è un rugbista a 15 neozelandese, terza linea ala dei Brave Lupus in Top League.

## Biografia
Proveniente da Christchurch e cresciuto nella provincia rugbistica di Canterbury, esordì per tale rappresentativa nel corso del National Provincial Championship 2009 contro Waikato.
Nel 2010 fu riconosciuto miglior giocatore dell'anno di Canterbury e nel 2011 entrò a far parte della franchise dei Crusaders in Super Rugby, con i quali debuttò come rimpiazzo dell'infortunato Richie McCaw contro i Blues.
Nel giugno 2013 esordì negli All Blacks a New Plymouth contro la Francia; scese in campo contro il Sudafrica nel Championship di quello stesso anno, a tutto il 2014 la sua presenza internazionale più recente.
Con i Crusaders giunse a due finali di Super Rugby, nel 2011 e nel 2014, perdendo in entrambe le occasioni, rispettivamente contro Reds e Waratahs; a fine 2014 fu di nuovo premiato come miglior giocatore della sua provincia.
A novembre 2014 fu convocato dal tecnico dei Barbarians John Kirwan per un incontro allo stadio londinese di Twickenham contro l'Australia.

## Palmarès
- Super Rugby: 3
Crusaders: 2017, 2018, 2019
- National Provincial Championship: 7
Canterbury: 2009, 2010, 2011, 2012, 2013, 2015, 2016